# Municipio de Tulpehocken
El municipio de Tulpehocken (en inglés: Tulpehocken Township) es un municipio ubicado en el condado de Berks en el estado estadounidense de Pensilvania. En el año 2000 tenía una población de 3.290 habitantes y una densidad poblacional de 54.5 personas por km².

## Geografía
El municipio de Tulpehocken se encuentra ubicado en las coordenadas 40°26′27″N 76°15′12″O / 40.44083, -76.25333.

## Demografía
Según la Oficina del Censo en 2000 los ingresos medios por hogar en la localidad eran de $45,708 y los ingresos medios por familia eran $47,880. Los hombres tenían unos ingresos medios de $34,848 frente a los $20,387 para las mujeres. La renta per cápita para la localidad era de $17,092. Alrededor del 11,3% de la población estaba por debajo del umbral de pobreza.